# 土系舗装

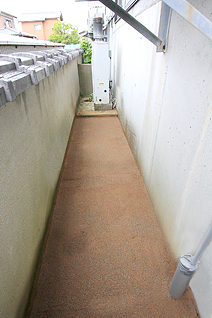
土系舗装の施工例

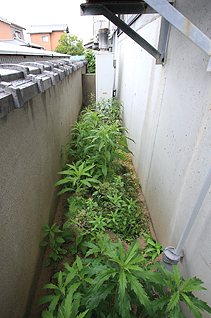
（参考）施工前の状態

土系舗装（どけいほそう）とは、天然の土や砂と、それらの粒子を結合する結合剤との混合物により構成される舗装。一般的なコンクリートやアスファルトを主とした舗装とは異なる特性を持つ。

## 特徴
土系舗装は天然の土壌が持つ弾力性や保水性を残しており、衝撃の吸収や路面温度の安定化に寄与する舗装である。特に路面温度の上昇を抑える効果が高く、ヒートアイランド現象の対策として注目されている。また周囲の自然環境に調和しやすいため、公園や遊歩道、歴史的建造物の周囲など景観を重視する用途でも採用されている。
使用される土および砂と結合剤の組み合わせにより、用途に応じて様々な種類がある。土は他所から持ち込まれる（客土）場合と、現地で採掘されたものが使われる場合とがある。使われる土は真砂土などである。また、産業廃棄物のリサイクル素材から作られているものもある。結合材としてはセメント系、アスファルト系、石灰系、樹脂系の他、酸化マグネシウムなども使われる。ゼオライトを混合して強度を調節する場合もある。

## 利点・欠点
土系舗装の利点は、前述の特徴の通り衝撃吸収性が高く、歩行者に優しいことである。自然環境にも調和し、舗装に要するコストも低い。硬化速度が速く、30分程度で硬化するものもあり、施工後の養生日数を短縮できる。施工や後の維持管理に要求される技術レベルも比較的低い。
欠点としては、舗装面の強度がコンクリートやアスファルト等に比べて劣るため磨耗しやすく、環境変化や経年変化に弱い点が挙げられる。特に舗装面の剥離が起こると、利用者の心理的要素も含めて歩き心地が大幅に低下する。強度上の理由から、一般に土系舗装は車両の通行には適さない。また豪雪地帯や、頻繁に路面が凍結する地方では土系舗装が向かない場合がある。これは舗装の透水性が高く、間隙水凍結の影響を受けやすいためである。
施工時の注意点としては、雨天や降雪を避けること、凍結するほどの低温では施工に支障をきたすこと、施工できる法面の面積や斜度に限界があることなどがある。

## 用途
整地や雑草対策を目的として使われる。公園や遊歩道の舗装の他、運動場・競技場・サイクリングロードなど屋外のスポーツ施設の整備にも利用される。防草目的では道路の中央分離帯にも使われる。またガーデニングやDIYの一環として、個人宅の庭や周囲に施工されることもある。個人用途のものは「固まる土」などの名称で販売されている。